# 589
589 је била проста година.

## Догађаји
- Византијско-персијски рат (572—591): Персијска војска под Бахрамом Чобином заузима град-тврђаву Мартирополис (модерна Турска).
- 15. мај – Краљ Аутари се жени Теоделиндом, ћерком баварског војводе Гарибалда I. Теоделинда хришћанка, има велики утицај на двору и међу лангобардским племством.
- Краљ Чилдеберт II покушава да наметне порезе грађанима Тура; Епископ Григорије се успешно супротставља томе тврдећи да је Фредегунд установио државни имунитет.
- Краљ Гунтрам шаље експедицију у Септиманију (Јужна Галија), у знак подршке побуни аријанског епископа Аталока.
- Клаудије, војвода (дук) од Лузитаније, побеђује Франке и Бургунде код Каркасона (Лангедок) на реци Од.
- 17. октобар – Пробој код Куке. Река Адиђе се излила из корита, поплавила цркву Светог Зенона и оштетила зидине Вероне.
- Куга погађа Рим, а међу њеним жртвама је и папа Пелагије II.
- Први персијско-турски рат: Сасанидски Персијанци заузимају градове Балх и Херат (Авганистан). Они прелазе реку Аму Дарја и одбијају турску инвазију.
- Кинеско царство је поново уједињено под вођством цара Вендија (династија Суи), који је победио снаге Чен код Ђианканга (савремени Нанђинг), чиме је окончана династија Чен (последња од јужних династија) која је владала од 557.
- Тулан Каган, син Ишбара Кагана, постаје седми владар (каган) Турског каганата.
- Папа Григорије, епископ Рима, ослобађа енглеске робове. Он их назива анђелима ако би постали хришћани.
- Трећи сабор у Толеду, који је сазвао краљ Визигота Рекаред I, одриче се аријанства и прихвата православље.
- Одржава се Нарбонски сабор у Септиманија.

### Мај
- Википедија:Непознат датум — Трећи сабор у Толеду

## Смрти
- Википедија:Непознат датум — Свети мученик Јевстатије Мцхетски - хришћански светитељ